# 回腸炎
回腸炎（かいちょうえん、英: Ileitis）は小腸の一部である回腸の炎症である。結核菌感染はクローン病性回腸炎に類似することがある 。回腸炎はサルコイドーシス、アミロイドーシス、虚血、新生物、血清反応陰性関節炎、血管炎症候群、薬物関連疾患、好酸球性腸炎など広範な疾患と関連している可能性がある。

## 兆候と症状
回腸炎はほとんどの症例で急性な自己限定的な右下腹痛および・または下痢を引き起こす。しかし、結核菌や血管炎症候群などの他の疾患は、出血、閉塞症状、および・または腸管外症状を合併する慢性的な衰弱症状を引き起こすことがある。症状が追加検査の必要性を示さない限り、血清反応陰性関節炎や非ステロイド性抗炎症薬に関連した回腸炎は通常不顕性で気付かれることはない。